# Pseudosopubia procumbens
Pseudosopubia procumbens är en snyltrotsväxtart som beskrevs av William Botting Hemsley. Pseudosopubia procumbens ingår i släktet Pseudosopubia och familjen snyltrotsväxter. Inga underarter finns listade i Catalogue of Life.